# Mistrzostwa Rumunii w rugby union (2006/2007)
Divizia Națională 2006/2007 – dziewięćdziesiąte pierwsze mistrzostwa Rumunii w rugby union. Zawody odbywały się w dniach 5 sierpnia 2006 – 20 maja 2007 roku, a tytułu broniła drużyna CSA Steaua Bukareszt.
W związku z reorganizacją rozgrywek wystąpiło w nich wszystkie dziesięć zespołów poprzedniego sezonu oraz dwie drużyny z niższej klasy rozgrywkowej, które miały zostać wyłonione w barażach. Jeden z nich walkowerem wygrała drużyna CSM Olimpia Bukareszt, w drugim zaś zwycięski okazał się zespół Sportul Studențesc. Sportul Studențesc ostatecznie nie przystąpił do rozgrywek, toteż Federațiă Română de Rugby dopuściła do nich drużynę z Timișoary. Składy zespołów.
Mecze fazy pucharowej były transmitowane w telewizji, półfinały odbyły się na boiskach wyżej rozstawionej drużyny, a mecze o medale rozegrano na neutralnych boiskach. Zaplanowany na 19 maja finał został przesunięty o jeden dzień z uwagi na ogólnokrajowe referendum. Sędziowie poszczególnych spotkań tej fazy.
W półfinałach lepsze okazały się drużyny wyżej rozstawione, w finale spotkały się zatem dwie najbardziej utytułowane zespoły w historii. W decydującym pojedynku Dinamo okazało się lepsze od Steauy, brąz zdobyli zawodnicy z Baia Mare.
W 124 meczach zawodnicy ujrzeli 26 czerwonych i 174 żółte kartki. Mecz trzeciej kolejki pomiędzy Știință Petroșani i RCM Timișoara nie odbył się, bowiem na stadionie w Petroszanach zabrakło lekarza.

## System rozgrywek
W lutym 2006 roku Federațiă Română de Rugby ogłosiła nowy system rozgrywek, w którym miały wziąć udział wszystkie dziesięć zespołów poprzedniego sezonu oraz dwie drużyny awansujące z niższej klasy rozgrywkowej. Rozgrywki prowadzone były w pierwszej fazie systemem ligowym w ramach dwóch sześciozespołowych grup, a zdobyte punkty przechodziły do następnego etapu. Czołowe trójki z każdej z grup pozostały w walce o mistrzostwo kraju (play-off), zespoły z dolnej połowy tabeli rywalizowały zaś o utrzymanie w najwyższej klasie rozgrywkowej (play-out) – obie grupy ponownie rozgrywały spotkania systemem mecz–rewanż. Cztery najlepsze drużyny z grupy play-off awansowały do kolejnej fazy rozegranej systemem pucharowym, zaś relegowana została najsłabsza dwójka grupy play-out. Zwycięzca meczu zyskiwał cztery punkty, za remis przysługiwały dwa punkty, porażka nie była punktowana, a zdobycie przynajmniej czterech przyłożeń lub przegrana nie więcej niż siedmioma punktami premiowana była natomiast punktem bonusowym. W przypadku tej samej liczby punktów w rozgrywkach grupowych o końcowej kolejności decydowały kolejno:
- większa liczba punktów w meczach między zainteresowanymi drużynami;
- lepsza różnica punktów zdobytych i straconych w meczach między zainteresowanymi drużynami;
- większa liczba przyłożeń w meczach między zainteresowanymi drużynami;
- większa liczba punktów zdobytych na wyjeździe w meczach między zainteresowanymi drużynami;
- większa liczba zwycięstw w zawodach;
- mniejsza liczba czerwonych kartek w zawodach;
- mniejsza liczba żółtych kartek w zawodach.

Rozkład gier, wraz ze następującymi zmianami, opublikowano pod koniec czerwca 2006 roku, a dla dalszych faz w późniejszych terminach. Zawody rozpoczęły się wcześniej niż zwykle z uwagi na Puchar Świata w Rugby 2007.

## Drużyny
| Klub                         | Miasto      |
| ---------------------------- | ----------- |
| CSU Aurel Vlaicu Arad        | Arad        |
| CSM Universitatea Baia Mare  | Baia Mare   |
| RC Bârlad                    | Bârlad      |
| Dinamo Bukareszt             | Bukareszt   |
| Steaua Bukareszt             | Bukareszt   |
| CSM Olimpia Bukareszt        | Bukareszt   |
| CS Poli Agro Iași            | Jassy       |
| CS Universitatea Cluj-Napoca | Kluż-Napoka |
| RCJ Farul Constanța          | Konstanca   |
| CS Știință Petroșani         | Petroszany  |
| CSM Bucovina Suceava         | Suczawa     |
| RCM Timișoara                | Timișoara   |

## Faza grupowa
| Gospodarz                       | Wynik                       | Gość                         |                             | Gospodarz                   | Wynik                       | Gość                        |
| Grupa A                         | Grupa A                     | Grupa A                      |                             | Grupa B                     | Grupa B                     | Grupa B                     |
| Kolejka I – 5 sierpnia 2006     | Kolejka I – 5 sierpnia 2006 | Kolejka I – 5 sierpnia 2006  | Kolejka I – 5 sierpnia 2006 | Kolejka I – 5 sierpnia 2006 | Kolejka I – 5 sierpnia 2006 | Kolejka I – 5 sierpnia 2006 |
| ------------------------------- | --------------------------- | ---------------------------- | --------------------------- | --------------------------- | --------------------------- | --------------------------- |
| CSM Bucovina Suceava            | 12:69                       | Dinamo Bukareszt             |                             | CS Știință Petroșani        | 3:67                        | REMIN Baia Mare             |
| RC Bârlad                       | 14:31                       | CS Universitatea Cluj-Napoca |                             | CS Poli Agro Iași           | 25:13                       | RCJ Farul Constanța         |
| Olimpia Bukareszt               | 13:55                       | Steaua Bukareszt             |                             | Petrom Timișoara            | 6:90                        | Contor Arad                 |
| Kolejka II – 12 sierpnia 2006   |                             |                              |                             |                             |                             |                             |
| Steaua Bukareszt                | 127:3                       | CSM Bucovina Suceava         |                             | Contor Arad                 | 101:0                       | CS Știință Petroșani        |
| Dinamo Bukareszt                | 75:12                       | RC Bârlad                    |                             | REMIN Baia Mare             | 52:15                       | CS Poli Agro Iași           |
| Olimpia Bukareszt               | 14:14                       | CS Universitatea Cluj-Napoca |                             | Petrom Timișoara            | 13:23                       | RCJ Farul Constanța         |
| Kolejka III – 19 sierpnia 2006  |                             |                              |                             |                             |                             |                             |
| RC Bârlad                       | 14:71                       | Steaua Bukareszt             |                             | CS Poli Agro Iași           | 13:47                       | Contor Arad                 |
| CS Universitatea Cluj-Napoca    | 10:19                       | Dinamo Bukareszt             |                             | RCJ Farul Constanța         | 10:26                       | REMIN Baia Mare             |
| CSM Bucovina Suceava            | 12:25                       | Olimpia Bukareszt            |                             | CS Știință Petroșani        | 0:5                         | Petrom Timișoara            |
| Kolejka IV – 26 sierpnia 2006   |                             |                              |                             |                             |                             |                             |
| Steaua Bukareszt                | 89:12                       | CS Universitatea Cluj-Napoca |                             | Contor Arad                 | 32:19                       | RCJ Farul Constanța         |
| CSM Bucovina Suceava            | 24:29                       | RC Bârlad                    |                             | CS Știință Petroșani        | 12:68                       | CS Poli Agro Iași           |
| Olimpia Bukareszt               | 6:54                        | Dinamo Bukareszt             |                             | Petrom Timișoara            | 7:60                        | REMIN Baia Mare             |
| Kolejka V – 2 września 2006     |                             |                              |                             |                             |                             |                             |
| Dinamo Bukareszt                | 103:17                      | CSM Bucovina Suceava         |                             | REMIN Baia Mare             | 11:8                        | Contor Arad                 |
| CS Universitatea Cluj-Napoca    | 34:15                       | RC Bârlad                    |                             | RCJ Farul Constanța         | 77:7                        | CS Știință Petroșani        |
| Steaua Bukareszt                | 109:0                       | Olimpia Bukareszt            |                             | CS Poli Agro Iași           | 44:6                        | Petrom Timișoara            |
| Kolejka VI – 9 września 2006    |                             |                              |                             |                             |                             |                             |
| CS Universitatea Cluj-Napoca    | 63:7                        | CSM Bucovina Suceava         |                             | REMIN Baia Mare             | 129:0                       | CS Știință Petroșani        |
| RC Bârlad                       | 5:20                        | Olimpia Bukareszt            |                             | RCJ Farul Constanța         | 34:9                        | CS Poli Agro Iași           |
| Dinamo Bukareszt                | 20:23                       | Steaua Bukareszt             |                             | Contor Arad                 | 68:6                        | Petrom Timișoara            |
| Kolejka VII – 16 września 2006  |                             |                              |                             |                             |                             |                             |
| CSM Bucovina Suceava            | 0:108                       | Steaua Bukareszt             |                             | CS Știință Petroșani        | 0:116                       | Contor Arad                 |
| RC Bârlad                       | 3:71                        | Dinamo Bukareszt             |                             | CS Poli Agro Iași           | 5:24                        | REMIN Baia Mare             |
| CS Universitatea Cluj-Napoca    | 35:14                       | Olimpia Bukareszt            |                             | RCJ Farul Constanța         | 71:3                        | Petrom Timișoara            |
| Kolejka VIII – 23 września 2006 |                             |                              |                             |                             |                             |                             |
| Dinamo Bukareszt                | 98:9                        | CS Universitatea Cluj-Napoca |                             | Contor Arad                 | 36:3                        | CS Poli Agro Iași           |
| Steaua Bukareszt                | 92:0                        | RC Bârlad                    |                             | Petrom Timișoara            | 30:7                        | CS Știință Petroșani        |
| Olimpia Bukareszt               | 72:7                        | CSM Bucovina Suceava         |                             | REMIN Baia Mare             | 36:3                        | RCJ Farul Constanța         |
| Kolejka IX – 30 września 2006   |                             |                              |                             |                             |                             |                             |
| CS Universitatea Cluj-Napoca    | 8:76                        | Steaua Bukareszt             |                             | RCJ Farul Constanța         | 17:24                       | Contor Arad                 |
| RC Bârlad                       | 48:7                        | CSM Bucovina Suceava         |                             | CS Poli Agro Iași           | 54:10                       | CS Știință Petroșani        |
| Dinamo Bukareszt                | 86:13                       | Olimpia Bukareszt            |                             | REMIN Baia Mare             | 72:3                        | Petrom Timișoara            |
| Kolejka X – 4 listopada 2006    |                             |                              |                             |                             |                             |                             |
| Steaua Bukareszt                | 19:27                       | Dinamo Bukareszt             |                             | CS Știință Petroșani        | 3:70                        | RCJ Farul Constanța         |
| CSM Bucovina Suceava            | 16:11                       | CS Universitatea Cluj-Napoca |                             | Contor Arad                 | 31:3                        | REMIN Baia Mare             |
| Olimpia Bukareszt               | 24:0                        | RC Bârlad                    |                             | Petrom Timișoara            | 18:13                       | CS Poli Agro Iași           |

## Play-out
| Gospodarz                      | Wynik                          | Gość                           |                                 | Gospodarz                       | Wynik                           | Gość |
| Kolejka I – 18 listopada 2006  | Kolejka I – 18 listopada 2006  | Kolejka I – 18 listopada 2006  | Kolejka VI – 6 kwietnia 2007    | Kolejka VI – 6 kwietnia 2007    | Kolejka VI – 6 kwietnia 2007    |      |
| ------------------------------ | ------------------------------ | ------------------------------ | ------------------------------- | ------------------------------- | ------------------------------- | ---- |
| CSM Bucovina Suceava           | 15:17                          | Olimpia Bukareszt              | Olimpia Bukareszt               | 24:8                            | CSM Bucovina Suceava            |      |
| RC Bârlad                      | 33:15                          | Petrom Timișoara               | Petrom Timișoara                | 20:17                           | RC Bârlad                       |      |
| CS Știință Petroșani           | 11:45                          | CS Poli Agro Iași              | CS Poli Agro Iași               | 91:11                           | CS Știință Petroșani            |      |
| Kolejka II – 25 listopada 2006 | Kolejka II – 25 listopada 2006 | Kolejka II – 25 listopada 2006 | Kolejka VII – 14 kwietnia 2007  | Kolejka VII – 14 kwietnia 2007  | Kolejka VII – 14 kwietnia 2007  |      |
| CS Poli Agro Iași              | 35:0                           | CSM Bucovina Suceava           | RC Bârlad                       | 17:18                           | Olimpia Bukareszt               |      |
| CS Știință Petroșani           | 21:17                          | Petrom Timișoara               | Petrom Timișoara                | 34:24                           | CS Știință Petroșani            |      |
| Olimpia Bukareszt              | 35:3                           | RC Bârlad                      | CSM Bucovina Suceava            | 10:11                           | CS Poli Agro Iași               |      |
| Kolejka III – 2 grudnia 2006   | Kolejka III – 2 grudnia 2006   | Kolejka III – 2 grudnia 2006   | Kolejka VIII – 21 kwietnia 2007 | Kolejka VIII – 21 kwietnia 2007 | Kolejka VIII – 21 kwietnia 2007 |      |
| RC Bârlad                      | 3:5                            | CS Poli Agro Iași              | CS Poli Agro Iași               | 34:11                           | RC Bârlad                       |      |
| Petrom Timișoara               | 7:37                           | Olimpia Bukareszt              | CS Știință Petroșani            | 13:24                           | CSM Bucovina Suceava            |      |
| CSM Bucovina Suceava           | 66:17                          | CS Știință Petroșani           | Olimpia Bukareszt               | 48:11                           | Petrom Timișoara                |      |
| Kolejka IV – 24 marca 2007     | Kolejka IV – 24 marca 2007     | Kolejka IV – 24 marca 2007     | Kolejka IX – 28 kwietnia 2007   | Kolejka IX – 28 kwietnia 2007   | Kolejka IX – 28 kwietnia 2007   |      |
| CS Poli Agro Iași              | 46:7                           | Petrom Timișoara               | Petrom Timișoara                | 3:13                            | CS Poli Agro Iași               |      |
| CS Știință Petroșani           | 0:43                           | Olimpia Bukareszt              | Olimpia Bukareszt               | 90:3                            | CS Știință Petroșani            |      |
| CSM Bucovina Suceava           | 25:12                          | RC Bârlad                      | RC Bârlad                       | 17:18                           | CSM Bucovina Suceava            |      |
| Kolejka V – 31 marca 2007      | Kolejka V – 31 marca 2007      | Kolejka V – 31 marca 2007      | Kolejka X – 5 maja 2007         | Kolejka X – 5 maja 2007         | Kolejka X – 5 maja 2007         |      |
| Olimpia Bukareszt              | 15:10                          | CS Poli Agro Iași              | CS Poli Agro Iași               | 9:3                             | Olimpia Bukareszt               |      |
| Petrom Timișoara               | 14:12                          | CSM Bucovina Suceava           | CSM Bucovina Suceava            | 40:17                           | Petrom Timișoara                |      |
| RC Bârlad                      | 60:6                           | CS Știință Petroșani           | CS Știință Petroșani            | 18:26                           | RC Bârlad                       |      |

## Play-off
| Kolejka I – 18 listopada 2006  | Kolejka I – 18 listopada 2006  | Kolejka I – 18 listopada 2006  | Kolejka VI – 6 kwietnia 2007    | Kolejka VI – 6 kwietnia 2007    | Kolejka VI – 6 kwietnia 2007    |
| ------------------------------ | ------------------------------ | ------------------------------ | ------------------------------- | ------------------------------- | ------------------------------- |
| RCJ Farul Constanța            | 11:24                          | Contor Arad                    | Olimpia Bukareszt               | 24:8                            | CSM Bucovina Suceava            |
| REMIN Baia Mare                | 18:20                          | Steaua Bukareszt               | Petrom Timișoara                | 20:17                           | RC Bârlad                       |
| Dinamo Bukareszt               | 111:11                         | CS Universitatea Cluj-Napoca   | CS Poli Agro Iași               | 91:11                           | CS Știință Petroșani            |
| Kolejka II – 25 listopada 2006 | Kolejka II – 25 listopada 2006 | Kolejka II – 25 listopada 2006 | Kolejka VII – 14 kwietnia 2007  | Kolejka VII – 14 kwietnia 2007  | Kolejka VII – 14 kwietnia 2007  |
| CS Universitatea Cluj-Napoca   | 14:53                          | Steaua Bukareszt               | RC Bârlad                       | 17:18                           | Olimpia Bukareszt               |
| Dinamo Bukareszt               | 73:0                           | RCJ Farul Constanța            | Petrom Timișoara                | 34:24                           | CS Știință Petroșani            |
| Contor Arad                    | 5:8                            | REMIN Baia Mare                | CSM Bucovina Suceava            | 10:11                           | CS Poli Agro Iași               |
| Kolejka III – 2 grudnia 2006   | Kolejka III – 2 grudnia 2006   | Kolejka III – 2 grudnia 2006   | Kolejka VIII – 21 kwietnia 2007 | Kolejka VIII – 21 kwietnia 2007 | Kolejka VIII – 21 kwietnia 2007 |
| Steaua Bukareszt               | 48:15                          | Contor Arad                    | CS Poli Agro Iași               | 34:11                           | RC Bârlad                       |
| RCJ Farul Constanța            | 40:17                          | CS Universitatea Cluj-Napoca   | CS Știință Petroșani            | 13:24                           | CSM Bucovina Suceava            |
| REMIN Baia Mare                | 0:17                           | Dinamo Bukareszt               | Olimpia Bukareszt               | 48:11                           | Petrom Timișoara                |
| Kolejka IV – 24 marca 2007     | Kolejka IV – 24 marca 2007     | Kolejka IV – 24 marca 2007     | Kolejka IX – 28 kwietnia 2007   | Kolejka IX – 28 kwietnia 2007   | Kolejka IX – 28 kwietnia 2007   |
| RCJ Farul Constanța            | 12:12                          | REMIN Baia Mare                | Petrom Timișoara                | 3:13                            | CS Poli Agro Iași               |
| CS Universitatea Cluj-Napoca   | 14:25                          | Contor Arad                    | Olimpia Bukareszt               | 90:3                            | CS Știință Petroșani            |
| Dinamo Bukareszt               | 39:37                          | Steaua Bukareszt               | RC Bârlad                       | 17:18                           | CSM Bucovina Suceava            |
| Kolejka V – 31 marca 2007      | Kolejka V – 31 marca 2007      | Kolejka V – 31 marca 2007      | Kolejka X – 5 maja 2007         | Kolejka X – 5 maja 2007         | Kolejka X – 5 maja 2007         |
| Contor Arad                    | 6:21                           | Dinamo Bukareszt               | CS Poli Agro Iași               | 9:3                             | Olimpia Bukareszt               |
| REMIN Baia Mare                | 29:0                           | CS Universitatea Cluj-Napoca   | CSM Bucovina Suceava            | 40:17                           | Petrom Timișoara                |
| Steaua Bukareszt               | 59:22                          | RCJ Farul Constanța            | CS Știință Petroșani            | 18:26                           | RC Bârlad                       |

## Faza pucharowa
|  |                  |                  |                  |                   |    |                  |                  |       |
|  | Półfinały        | Półfinały        | Półfinały        |                   |    | Finał            | Finał            | Finał |
|  | Półfinały        | Półfinały        | Półfinały        |                   |    | Finał            | Finał            | Finał |
|  | 13 maja 2007     |                  |                  |                   |    |                  |                  |       |
|  |                  |                  |                  |                   |    |                  |                  |       |
|  | Steaua Bukareszt | Steaua Bukareszt | 24               |                   |    |                  |                  |       |
|  | Steaua Bukareszt | Steaua Bukareszt | 24               | 20 maja 2007      |    |                  |                  |       |
|  | REMIN Baia Mare  | REMIN Baia Mare  | 21               |                   |    |                  |                  |       |
|  | REMIN Baia Mare  | REMIN Baia Mare  | 21               |                   |    | Steaua Bukareszt | Steaua Bukareszt | 9     |
|  | 13 maja 2007     |                  |                  |                   |    | Steaua Bukareszt | Steaua Bukareszt | 9     |
|  |                  |                  | Dinamo Bukareszt | Dinamo Bukareszt  | 16 |                  |                  |       |
|  | Dinamo Bukareszt | Dinamo Bukareszt | Dinamo Bukareszt | Dinamo Bukareszt  | 16 | 31               |                  |       |
|  | Dinamo Bukareszt | Dinamo Bukareszt |                  |                   |    |                  |                  |       |
|  | Contor Arad      | Contor Arad      | 5                |                   |    |                  |                  |       |
|  | Contor Arad      | Contor Arad      | 5                | Mecz o 3. miejsce |    |                  |                  |       |
|  |                  |                  |                  |                   |    |                  |                  |       |
|  | 19 maja 2007     |                  |                  |                   |    |                  |                  |       |
|  |                  |                  |                  |                   |    |                  |                  |       |
|  | REMIN Baia Mare  | REMIN Baia Mare  | 13               |                   |    |                  |                  |       |
|  | REMIN Baia Mare  | REMIN Baia Mare  | 13               |                   |    |                  |                  |       |
|  | Contor Arad      | Contor Arad      | 10               |                   |    |                  |                  |       |
|  | Contor Arad      | Contor Arad      | 10               |                   |    |                  |                  |       |

| 13 maja 200711:00 | Steaua Bukareszt | 24:21 | REMIN Baia Mare | Ghencea, Bukareszt Sędzia: Bogdan Milița |
| 13 maja 200711:00 |                  | 24:21 |                 | Ghencea, Bukareszt Sędzia: Bogdan Milița |

| 13 maja 200713:30 | Dinamo Bukareszt | 31:5 | Contor Arad | Stadion Florea Dumitrache, Bukareszt Sędzia: Gheorghe Sabău |
| 13 maja 200713:30 |                  | 31:5 |             | Stadion Florea Dumitrache, Bukareszt Sędzia: Gheorghe Sabău |

| 20 maja 200711:00 | Steaua Bukareszt | 9:16 | Dinamo Bukareszt | Parcul Sportiv Iuliu Hațieganu, Kluż-Napoka Sędzia: Radu Petrescu |
| 20 maja 200711:00 |                  | 9:16 |                  | Parcul Sportiv Iuliu Hațieganu, Kluż-Napoka Sędzia: Radu Petrescu |

| 19 maja 200711:00 | REMIN Baia Mare | 13:10 | Contor Arad | Stadionul Olimpia, Bukareszt Sędzia: Cristian Răduță |
| 19 maja 200711:00 |                 | 13:10 |             | Stadionul Olimpia, Bukareszt Sędzia: Cristian Răduță |